# Perlenkreuz

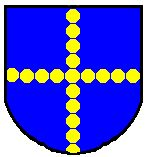
Perlenkreuz

Ein Perlenkreuz, auch Kugelkreuz, auch Ballenkreuz, Münzenkreuz, Paternosterkreuz und anders, ist in der Heraldik ein Heroldsbild in Kreuzform aus vielen kleinen gleich großen aneinanderstoßenden Kreisen als Kreuzarme. 
Zu unterscheiden ist es vom Apfelkreuz (Kugelstabkreuz) , das sich auch unter denselben Bezeichnungen findet, hier sitzen die Kugeln nur am Armende.

## Form und Verwendung
Die Grundform ist ein gemeines (griechisches) Kreuz mit gleich langen Armen, kann aber auch ein lateinisches (Hoch-)Kreuz sein. Kugel ist der allgemeine heraldische Name für Kreisformen, im Allgemeinen ist das Perlen-Kreuz filigran, Ballen gröber. Münzen sind meist golden, auch die anderen Spezialnamen für Kugeln je nach Farbe und Größe finden sich für das Kreuz. Es handelt sich meist um eine übersichtliche Menge, etwa fünf bis neun Kreise (so vorgeschrieben oder beliebig), Perlen und ähnliches können auch viele mit beliebiger Anzahl werden (gekreuzte ‚Perlenschnur‘ als Bild). 
Das Kreuz kann im Wappen schweben oder bis an den Schildrand reichen.
Das Wappenbild ist selten.

## Varianten und ähnliche Formen
|  | Schuppenkreuz: die Kugeln sitzen so dicht, dass sich ein geschlossener heraldischer Schnitt ergibt. |